# Poitiers Basket 86
O Union Poitiers Basket 86, conhecido também por Poitiers Basket 86, é um clube de basquetebol baseado em Poitiers, França que atualmente disputa a LNB Pro B. Manda seus jogos no Saint Eloi com capacidade para 2.700 espectadores e também na Arena Futuroscope com capacidade para 5.200.

## Histórico de Temporadas
| Temporada | Nível | Liga  | Pos.                             | J                                | PL                               | Resultado                        | Copa da França |
| --------- | ----- | ----- | -------------------------------- | -------------------------------- | -------------------------------- | -------------------------------- | -------------- |
| 2003-04   | 3     | NM1   | 11                               | 14-16                            |                                  |                                  |                |
| 2004-05   | 3     | NM1   | 5                                | 21-13                            |                                  |                                  |                |
| 2005-06   | 3     | NM1   | 2                                | 30-4                             |                                  | Promovido Campeão                | Primeira fase  |
| 2006-07   | 2     | Pro B | 13                               | 15-19                            |                                  |                                  | Segunda fase   |
| 2007-08   | 2     | Pro B | 3                                | 22-12                            | 2-1                              | Semifinalista                    | Terceira fase  |
| 2008-09   | 2     | Pro B | 2                                | 26-8                             | 1-2                              | Promovido campeão dos playoffs   | Terceira fase  |
| 2009-10   | 1     | Pro A | 8                                | 15-15                            | 0-2                              | Quartas de finais                | Terceira fase  |
| 2010-11   | 1     | Pro A | 14                               | 12-18                            |                                  |                                  | Segunda fase   |
| 2011-12   | 1     | Pro A | 13                               | 9-21                             |                                  |                                  | Segunda fase   |
| 2012-13   | 1     | Pro A | 16                               | 10-20                            |                                  | Rebaixado                        | Segunda fase   |
| 2013-14   | 2     | Pro B | 4                                | 26-18                            | 4-2                              | Finalista playoffs de promoção   | Segunda fase   |
| 2014–15   | 2     | Pro B | 52                               | 14-20                            |                                  |                                  | Terceira fase  |
| 2015–16   | 2     | Pro B | 8                                | 18-16                            | 1-2                              | Quartas de finais                | Primeira fase  |
| 2016–17   | 2     | Pro B | 10                               | 17-17                            |                                  |                                  | Segunda fase   |
| 2017-18   | 2     | Pro B | 16                               | 11-23                            |                                  |                                  |                |
| 2018-19   | 2     | Pro B | 9                                | 18-16                            | 0-2                              | Quartas de finais                |                |
| 2019-20   | 2     | Pro B | Cancelado - Pandemia de COVID-19 | Cancelado - Pandemia de COVID-19 | Cancelado - Pandemia de COVID-19 | Cancelado - Pandemia de COVID-19 |                |
| 2020-21   | 2     | Pro B | 18º                              | 8-26                             |                                  |                                  |                |
| 2021-22   | 3     | NM1   | 2º                               | 11-7                             | 2-3                              | Quartas de finais                |                |
| 2022-23   | 3     | NM1   | 8º                               | 7-11                             | 6-3                              | PromovidoFinalista               |                |
| 2023-24   | 2     | Pro B | 10º                              | 16-18                            |                                  |                                  |                |
| 2024-25   | 2     | Pro B | 7º                               | 22-16                            | 0-2                              | Play-ins                         |                |

fonte:eurobasket.com

## Títulos

### LNB Pro B (segunda divisão)
- Campeão (1):2008-09
- Finalista dos playoffs (1):2013-14

### Nationale Masculine 1 (terceira divisão)
- Campeão (1):2005-06